# La Liga 1944–45
Thống kê của La Liga ở mùa giải 1944/1945.
La Liga mùa giải 1944-45 bao gồm các câu lạc bộ sau:
| - Athletic Bilbao - Athletic Aviación de Madrid - FC Barcelona - CD Castellón - Deportivo La Coruña - RCD Espanyol - Granada CF |  | - Real Madrid C.F. - Real Murcia - Real Oviedo - CE Sabadell FC - Sevilla FC - Sporting Gijón - Valencia CF |

## Bảng xếp hạng
| Vị trí | Câu lạc bộ                  | Số trận | T  | H | Th | BT | BB | Điểm | HS  |                                 |
| ------ | --------------------------- | ------- | -- | - | -- | -- | -- | ---- | --- | ------------------------------- |
| 1      | FC Barcelona                | 26      | 17 | 5 | 4  | 50 | 30 | 39   | 20  | Vô địch La Liga                 |
| 2      | Real Madrid C.F.            | 26      | 18 | 2 | 6  | 68 | 35 | 38   | 33  |                                 |
| 3      | Athletic Aviación de Madrid | 26      | 13 | 5 | 8  | 46 | 41 | 31   | 5   |                                 |
| 4      | Real Oviedo                 | 26      | 13 | 5 | 8  | 50 | 48 | 31   | 2   |                                 |
| 5      | Valencia CF                 | 26      | 12 | 6 | 8  | 61 | 35 | 30   | 26  |                                 |
| 6      | Athletic Bilbao             | 26      | 14 | 2 | 10 | 54 | 41 | 30   | 13  |                                 |
| 7      | Sporting Gijón              | 26      | 9  | 6 | 11 | 42 | 46 | 24   | -4  |                                 |
| 8      | CD Castellón                | 26      | 10 | 4 | 12 | 43 | 50 | 24   | -7  |                                 |
| 9      | RCD Espanyol                | 26      | 10 | 3 | 13 | 44 | 39 | 23   | 5   |                                 |
| 10     | Sevilla FC                  | 26      | 9  | 4 | 13 | 52 | 49 | 22   | 3   |                                 |
| 11     | Real Murcia                 | 26      | 7  | 5 | 14 | 40 | 58 | 19   | -18 |                                 |
| 12     | Granada CF                  | 26      | 7  | 5 | 14 | 40 | 55 | 19   | -15 | Xuống hạng tới Segunda División |
| 13     | CE Sabadell FC              | 26      | 6  | 5 | 15 | 30 | 67 | 17   | -37 | Xuống hạng tới Segunda División |
| 14     | Deportivo La Coruña         | 26      | 5  | 7 | 14 | 36 | 62 | 17   | -26 | Xuống hạng tới Segunda División |